# Columnitis squamata
Columnitis squamata är en svampdjursart som beskrevs av Schmidt 1870. Columnitis squamata ingår i släktet Columnitis och familjen Tethyidae. Inga underarter finns listade i Catalogue of Life.